# Axioma de l'elecció dependent
En teoria de conjunts, l'axioma de l'elecció dependent és una forma més dèbil de l'axioma de l'elecció, que permet construir part de les matemàtiques ZFC, mentre que s'eviten problemes tals com la paradoxa de Banach-Tarski. En contrast, algunes demostracions tals com el teorema general de Tychonoff no són possibles (atès que tal teorema, per exemple, és equivalent a l'axioma de l'elecció).

## Enunciat formal
Per a qualsevol conjunt A i la relació binària {\displaystyle P\subset A\times A\,}
{\displaystyle [a\in A\,\land \,\forall x\in A\,\exists y\in A\,P(x,y)]\rightarrow \exists f:N\to A\,[f(0)=a\,\land \,\forall n\in N\,P(f(n),f(n+1))]}